# Pere de Queralt i de Cervelló
Pere de Queralt i de Cervelló (fl. 1256 – ca. 1286) va ser baró de Queralt (Pere III) i almirall de Pere el Gran, fill de Pere de Queralt-Timor i Berenguera de Cervelló.
El 1261 es troba a Santa Coloma de Queralt, aquell any es casa amb Margelina d’Anglesola. Segons algunes fonts, la mort de Pere II de Queralt (1275) el converteix en titular de la baronia de Queralt, segons el compliment del testament que havia dictat el seu pare el 1256. D'altres fonts apunten que assumeix la baronia de Queralt el 1257, en entrar Pere II de Queralt a l'ordre templer. No es disposa de gaire informació sobre les ordenances que va estipular durant el seu senyoriu. El 1286 ja era mort, atès que en aquesta data Margelina consta com a vídua.
Assisteix a la coronació de Pere el Gran a Saragossa (17 de novembre de 1276), de fet en signa l’acta oficial com a testimoni. La proximitat amb el monarca també es palesa en el fet que forma part del seguici reial entre octubre de 1276 i gener de 1277, i en la decisió de no participar en la revolta dels barons contra el sobirà. Cal apuntar, en aquest sentit, que durant el segle xiii, tant la família reial com el llinatge Queralt era enterrada al monestir de Santes Creus. Per salvació de la seva ànima, Pere de Queralt va donar el castell de Figuerola als cistercencs (1277), si bé se’n va reservar l’usdefruit fins a la seva mort.
En la revolta dels sarraïns al regne de València, el baró vigila les costes de València, Alacant i Cartagena, evitant el desembarcament de tropes musulmanes a Dénia.

## La conquesta de Sicília
Pere dicta testament a Port Fangós (2 de juny de 1282) just abans d’emprendre el viatge a Sicília com a capità d’un comanament d’expedicionaris. Les forces catalanes fan parada a Al-coll, on contribueix a la victòria del senyor de Constantina Ibn Al-Wazïr contra el soldà de Tunísia Abu-Ishq Ibrahim. Conquerida la ciutat, el monarca envia Guillem de Castellnou i Pere de Queralt davant el Papa Martí IV, amb l’objectiu d’aconseguir diners per conquerir Tunis. La proposta, traslladada a principis d'agost 1282, és rebutjada per la màxima autoritat de la cristiandat.
La intervenció de Pere de Queralt és decisiva per tal que els habitants de Palerm demanin la intercessió de Pere el Gran en la revolta que mantenien contra Carles d’Anjou. Les naus catalanes desembarquen a Trapani el 30 d’agost i aconsegueixen conquerir Palerm el 4 de setembre. El dia 15 del mateix mes, Pere de Queralt es va entrevistar amb Carles d’Anjou per tal d’intentar convèncer-lo que renunciés a l’illa. El rebuig a aquest oferiment va derivar en la batalla de Nicòtera (14 d’octubre), en la qual les tropes angevines són derrotades. El baró de Queralt hi va participar com a almirall.